# Slaget vid Holowczyn
Slaget vid Holowczyn var ett fältslag som ägde rum under stora nordiska kriget och utkämpades den 4 juli 1708. Svenska trupper under kung Karl XII:s befäl tvingade ryska trupper till reträtt vid staden Holowczyn i Polsk-litauiska samväldet (dagens Haloŭtjyn i Belarus).
Efter sex års krigföring, där de svenska trupperna tvingade både Danmark-Norge, Polsk-litauiska samväldet och kurfurstendömet Sachsen till separata freder, inledde Karl XII 1707 ett fälttåg mot Ryssland, i syfte att inta den ryska huvudstaden Moskva och tvinga tsar Peter I till fred. Efter flera månaders besvärlig marsch anlände den svenska huvudarmén till floden Vabitj, som bevakades av en rysk armé på omkring 40 000 soldater under befäl av fältmarskalk Boris Sjeremetev och furst Aleksandr Mensjikov.
Den 14 juli gick Karl XII:s bataljoner och fältmarskalk Carl Gustaf Rehnskiölds skvadroner, sammanlagt 12 500 soldater, över floden och anföll en enskild rysk ställning under befäl av general Anikita Repnin. Då de ryska truppstyrkorna var separerade från varandra, och saknade en enhetlig ledning, kunde de inte hejda de svenska anfallen och tvingades till reträtt. Karl XII betraktade slaget som sin favoritseger, och svenskarna kunde etablera en linje nära huvudfloden Dnepr och använda staden Mogilev som underhållsbas inför den fortsatta marschen mot Moskva. Slaget fick dock ingen avgörande betydelse, då stora delar av den ryska armén lyckades undkomma mestadels intakt.

## Upptakt
Under Karl XII:s marsch mot Moskva nådde han den 30 juni, tillsammans med ett avantgarde bestående av ett par kompanier av Livgardet och Valackerna, den regnöversvämmade ån Vabitj. På andra sidan ån hindrades vägen av en större rysk styrka under Sjeremetiev och Mensjikov. Storleken på styrkan varierar enligt källorna mellan 25 000 och över 40 000, enligt Frans G. Bengtsson i hans biografi Karl XII:s Levnad uppgick styrkan till 38 000 (då är två avdelningar som stod under Hallart och Pflug norrut borträknade då de ej kunde påverka striden).
Karl XII gjorde efter noggranna rekognosceringar upp sin anfallsplan. Han begagnade sig av en svaghet i den ryska ställningen som han snabbt hade kommit underfund med. Fiendens högra flygel, som var starkast, stod nämligen skild från centern av en tre kilometer lång skog, genom vilken endast två vägar ledde. Båda vägarna gick så nära stranden att de kunde beskjutas från en höjd på motsatta stranden. Dit lät Karl under natten till den 4 juli föra upp artilleri. Så var alltså den ryska styrkan uppdelad i två avdelningar, som endast med stor manspillan kunde komma varandra till hjälp. Karl beslutade sig för att rikta anfallsstöten mot den punkt där fienden var svagast, nämligen centern; men dessförinnan hade han vänt fiendens uppmärksamhet från detta håll genom att sprida ut rykten om att svenskarna tänkte kringgå fiendens högra flygel. Därigenom riktades det ryska överbefälets hela vaksamhet åt höger, alltså bort från det håll där centern och vänstra flygeln stod.

## Slagordning

### Den svenska armén
Det svenska infanteriet, under personlig ledning av Karl XII, uppdelades i två kolonner. Den första, som kommenderades av kungen, leddes av livgardet samt en av Dalregementets bataljoner. Den efterföljande, som fördes av generalmajor Axel Sparre, bestod av den andra bataljonen från Dalregementet samt Västmanlands, Upplands och Östgöta regemente. Sist följde kavalleriet under Carl Gustaf Rehnskiölds befäl.
Den svenska stridsplanen gick ut på att först marschera i total tystnad mot ån Vabitj. De svenska fotsoldaterna skulle använda sig av faskiner för att ta sig förbi den morasfyllda marken, och ta sig över ån med hjälp av läderpontoner.

### Den ryska armén
Det ryska infanteriet uppdelades i divisioner om tre brigader, där varje brigad bestod av mellan fyra och åtta bataljoner. Den största divisionen var placerad i byn Vasiliki mitt emot staden Holowczyn. Divisionen bestod av 13 700 man, inklusive kavalleri och artilleri, under befäl av Boris Sjeremetev och Alexander Mensjikov. Sydöst om byn Novoje Selo stod en division under befäl av general Anikita Repnin. Mellan byarna Visoki och Nesjkovo stod runt 14 000 dragoner, kosacker och kalmucker under befäl av fältmarskalklöjtnanten Heinrich von der Goltz.

## Slaget
Vid halv tre på morgonen, den 4 juli, inledde det svenska artilleriet med att beskjuta de ryska skansverken, samtidigt som de svenska infanterikolonnerna började vada över ån. Först över ån var överstelöjtnanten Gabriel Otto von Kanefehr tätt följd av Karl XII tillsammans med Dalregementets överste Gustaf Henrik von Siegroth och gardeskaptenen Pehr Adlerfelt. Det svenska kavalleriet tog sig över ån vid tretiden efter besvärliga metoder. 

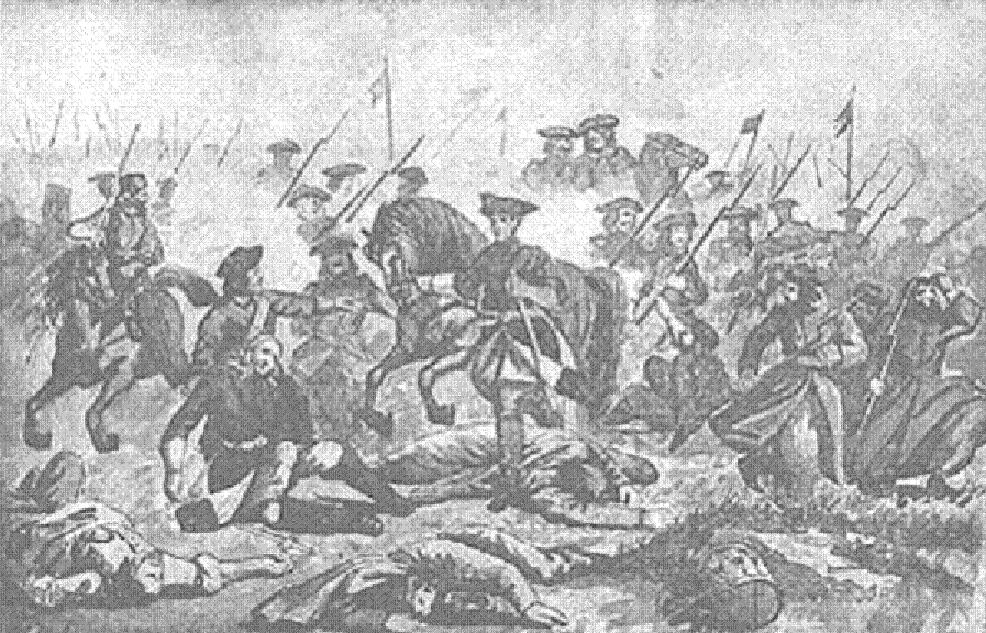
Karl XII vid Holowczyn, okänd konstnär.

När fem svenska bataljoner kommit iland, inleddes strider med den där befintliga ryska styrkan. Befälhavaren Repnin skickade genast bud efter hjälp till Sjeremetev, Goltz och alla andra närliggande ryska generaler. Sjeremetev skickade en dragon- och två infanteriregementen under befäl av Carl Ewald Rönne som förstärkning, men deras framryckning hindrades av de svenska kanonerna och Östgöta infanteriregemente. Efter att ryssarna börjat ge vika beordrade Repnin en allmän reträtt, som försvårades av den svåra terrängen, varunder svenskarna kunde fullkomligt övermanna de regementen som inte kom undan.
Närmast slagfältet låg fältmarskalkslöjtnanten Goltz med stora delar av det ryska kavalleriet (tre brigader och sammanlagt cirka 10 000 man) och av dem låg en brigad under Iflands befäl endast ett kort stycke söder om Repnins skansar. Denna brigad anlände just som Dal- och Västmanlands regementen, var invecklade i strider i skansar och gjorde sig beredda att attackera dem. Då uppenbarade sig Rehnskiöld med det svenska kavalleriet och anföll med hela styrkan, vilken endast uppgick till två skvadroner av Livdragonregementet. 
Efter en stunds strider anlände Drabantkåren och Livregementet, och tillsammans stred de till slut mot hela Iflands brigad bestående av tre regementen. Till slut anlände förstärkningar bestående av ytterligare två Livdragonsskvadroner, hela Livregementet och delar av Östgötas- och Smålands kavalleriregementen, och Iflands regementen bröt samman och flydde. Rehnskiöld fortsatte anfallet och kunde i tur och ordning först besegra generallöjtnant Johan Kristian Heinskes brigad, där svenskarna även kolliderade med Repnins flyende trupper. Därefter anföll han prins Fredrik av Hessen-Darmstadts brigad, som överraskades och upplöstes innan den kunde ställas upp till strid.
Sammanlagt hade en styrka som först bestod av runt 400 man och som mest 2 500 drivit Repnins division och Goltz kavallerikår från slagfältet i stark upplösning. Sjeremetev stod fortfarande stridsberedda norr om slagfältet med återstoden av de ryska trupperna, i tron att Repnins styrka utsattes av ett vilseledande anfall och att det svenska huvudanfallet skulle komma från Holowczyn. Han gjorde ett fåtal försök att delta i huvudstriden genom att anfalla den svenska trossen, som endast försvarades av en skvadron ur Livdragonregementet. Västerbottens regemente stoppade de ryska anfallsförsöken, och innan Karl XII kunde anfalla Sjeremetev med sina sexton bataljoner, beslöt Sjeremetev till slut att retirera mot Sjklov nära Dnejpr. På grund av det ryska försprånget, den besvärliga terrängen och i risk för att tappa kontakten med varandra, kunde svenskarna inte genomföra en storskalig förföljelse. Däremot skickades mindre avdelningar mot Sjeremetevs flyende trupper.

## Följder
De officiella ryska förlusterna uppgick till 977 döda eller saknade och 657 sårade men de siffrorna är föga troliga. Snarare ligger siffrorna i området runt 3 000 medan vissa källor anger över 5 000. Enligt den skotske officeren i rysk tjänst Alexander Gordon, räknade de ryska förlusterna till omkring 2 000 dödade, inklusive generalmajor von Schweden och 26 officerare, samt ett okänt antal sårade.
De svenska förlusterna räknades till 267 döda och över 1 000 sårade vilka enligt Livgardets överste Posse "många äro döde av sina svåra blessyrer". Bland de döda märks kaptenlöjtnanten vid Drabantkåren friherre Otto Wrangel, generaladjutanten och greven Hans Wachtmeister af Mälsåker och två bröder Anckarhielm vilka båda var kaptener vid Livgardet.
Den ryske tsaren var rasande över förlusten och skall enligt vissa källor ha satt samman alla som hade sårats i ryggen i grupper om sex man och tvingat dem att dra lott om vem som skulle avrättas. Säkert är i alla fall att Repnin drabbades av krigsrätt och Goltz hamnade i sådan onåd att han kände sig tvungen att lämna rysk tjänst.
För svenskarnas del innebar segern att vägen över Dnjepr var klar. Ryssarna drog sig tillbaka över floden, och den 8 juli kunde Karl rycka in i Mohilev.

## Deltagande svenska regementen
Kungens befäl
- Livgardet till fots (fyra bataljoner)
- Dalregementet (två bataljoner)
- Upplands regemente (två bataljoner)
- Östagöta regemente (två bataljoner)
- Västmanlands regemente (två bataljoner)
- Valackregementet (tre bataljoner)
- Artilleriregementet (sju kanoner)

Rehnskiölds befäl
- Livgardets dragoner (fyra skvadroner)
- Livregementet till häst (sex skvadroner)
- Drabantkåren (en skvadron)
- Smålands kavalleriregemente (fyra skvadroner)
- Nylands och Tavastehus läns kavalleriregemente (fyra skvadroner)
- Östgöta kavalleriregemente (fyra skvadroner)